# BITX Transceiver
El  BITX  és un disseny de transceptor QRP per a la banda de radioaficionats de 20m, en modulació Banda lateral única, creat per un jove enginyer indi, Ashhar Farhan.
El BITX està destinat als radioaficionats que volen construir el seu propi equip de transmissió.
La idea era de produir un disseny simple, fàcilment reproduïble per principiants, i sense components cars ni difícils d'aconseguir. El calibratge havia de poder fer-se sense equip especialitzat.
La versió original va ser construïda per a la banda de 20m, però altres versions derivades per a les bandes de 40m i 17m han estat posades a punt.
El BITX ha estat utilitzat per radioaficionats de molts països: França, Anglaterra, Estats Units, Singapur, Nova Zelanda, el Brasil i l'Índia, entre d'altres. Els comentaris dels constructors i dels seus interlocutors són elogiosos. Els objectius de cost i disponibilitat van ser assolits.
Els que desitgen construir un BITX en kit tenen tres fonts d'aprovisionament: un grup de radioaficionats del Regne Unit, un radioaficionat de la Unió Índia i un altre dels Estats Units d'Amèrica han proposat kits de construcció. Es poden obtenir detalls en el Grup Yahoo BITX que figura en els enllaços externs.
El BITX ha estat objecte d'una nota a la televisió amb motiu de l'interès que va provocar el sisme submarí de desembre de 2004 sobre el treball dels ràdio-aficionats en situacions greus.